# Zorion dugdalei
Zorion dugdalei är en skalbaggsart som beskrevs av Schnitzler 2005. Zorion dugdalei ingår i släktet Zorion och familjen långhorningar. Inga underarter finns listade i Catalogue of Life.